# Hagenbuch (Hilpoltstein)

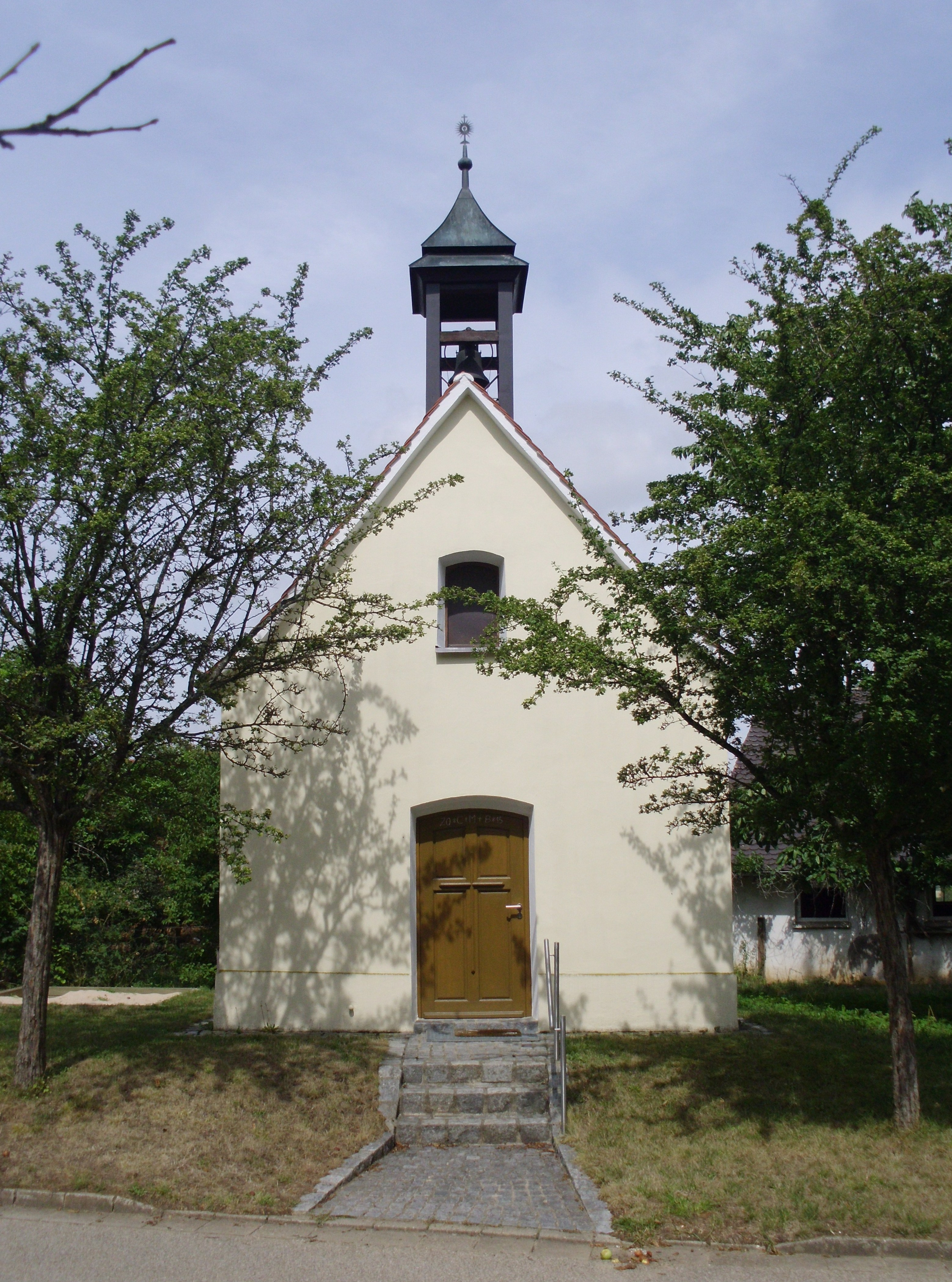
Ortskapelle Hl. Familie

Hagenbuch ist ein Gemeindeteil der Stadt Hilpoltstein im Landkreis Roth (Mittelfranken, Bayern). Die Gemarkung Hagenbuch hat eine Fläche von 3,488 km². Sie ist in 447 Flurstücke aufgeteilt, die eine durchschnittliche Flurstücksfläche von 7802,76 m² haben. In ihr liegen neben dem namensgebenden Ort die Gemeindeteile Häusern und Holzi.

## Lage
Das Kirchdorf Hagenbuch liegt im Vorland der Mittleren Frankenalb oberhalb des Schwarzachtales südöstlich des Gemeindesitzes. Westlich führt die Bundesautobahn 9, östlich die Kreisstraße RH 28 vorbei. Zu den Nachbarorten Holzi und Tandl gibt es Gemeindeverbindungsstraßen.

## Geschichte
Hagenbuch wurde erstmals 1544 urkundlich erwähnt, und zwar in einem Salbuch Nürnbergs über das pfalz-neuburgische Amt Hilpoltstein, das 1542 von dem hoch verschuldeten Pfalzgrafen Ottheinrich auf 36 Jahre an die Reichsstadt verpfändet worden war. Zu dieser Zeit bestand der Ort aus „14 Höf, Güter und Mannschaften“, die sechs Grundherren gehörten. 1747 heißt es von Hagenbuch: „Ein vermischtes Dorff, darinnen die Unterthanen theils Pfalz-Neuburgisch, meist aber Nürnbergisch, an der hintern Schwarzach, eine Stunde von Stauff gelegen.“
Im Mittelalter hatte Hagenbuch noch keine Kirche; der Ort war im 16. Jahrhundert kirchlich zweigeteilt: Ein Teil gehörte zur katholischen Pfarrei Obermässing, der andere Teil zur markgräflich-lutherischen Pfarrei Offenpaur (= Offenbau). Später war Hagenbuch ins katholische Meckenhausen gepfarrt (Pfarrei vermutlich seit 1540; 1542 Einführung der lutherischen Kirchenordnung; 1628 Rekatholisierung) und kam von dort mit Häusern und Holzi 1835 zur katholischen Pfarrei Obermässing, wohin auch die Kinder zur Schule gingen. Die katholische Dorfkapelle Hl. Familie in Hagenbuch wurde 1829 zur Privatandacht errichtet.
Am Ende des Alten Reiches bestand Hagenbuch aus 15 Anwesen, die hoch- und niedergerichtlich dem Pflegamt Hilpoltstein unterstanden und im Besitz von acht Grundherrschaften waren: Fünf Untertanen gehörten dem Grafen Matthäus Carl Anton von Vieregg zu München, zwei dem Freiherren von Harsdorf zu Nürnberg, zwei dem früher wolffsteinischen, seit 1740 wittelsbachisch-kurbayerischen Kastenamt Sulzbürg, zwei dem Rentamt Hilpoltstein und je einer der 1780 gegründeten Handelsmann-Martin Dillmann’schen Stiftung in Hilpoltstein, der Pemmer’schen (= Pömer’schen) Gutsherrschaft zu Nürnberg und dem Hospital Freystadt. Ein Anwesen war frei eigen. Die Gemeinde besaß ein Hirtenhaus.
Mit der Herrschaft-Zersplitterung machte nach dem Untergang des Alten Reiches das neue Königreich Bayern nach 1806 Schluss. Mit dem Gemeindeedikt von 1818 wurde Hagenbuch mit den Nachbarorten Häusern und Holzi zur Ruralgemeinde Hagenbuch im Steuerdistrikt Weinsfeld. Zu dieser Zeit bestand das Dorf Hagenbuch aus 16 Höfen, in denen 71 Personen in 17 Familien wohnten. 1831 erfährt man von den Zugehörungen eines zur Versteigerung anstehenden Hofes zu Hagenbuch: „… das Hauptgut, Sixenhof genannt, bestehend aus dem Wohnhaus Nr. 15 mit Scheuer, Backofen, Ziehbrunnen, Hofraith, 15 Morgen Feld, 3 Tgw. (= Tagwerk) Wiesen, 4 Morgen Holz, 1⁄3 Tagw. Grasgarten hinter der Scheuer und ganzem Gemeinderechte“, dazu weitere Wiesen und Äcker. 1873 wurden von den 81 Einwohnern in 34 Gebäuden zwölf Pferde und 106 Rinder gehalten.
Im Zuge der Gebietsreform in Bayern wurde die Gemeinde Hagenbuch mit ihren drei Gemeindeteilen Hagenbuch, Häusern und Holzi zum 1. Januar 1972 nach Meckenhausen eingemeindet. Am 1. Juli 1976 musste auch die Gemeinde Meckenhausen ihre politische Eigenständigkeit aufgeben und wurde Teil der Gemeinde Hilpoltstein; seitdem ist Hagenbuch ein Gemeindeteil der Stadt Hilpoltstein.

## Einwohnerentwicklung
- 1818: 71[14]
- 1836: 67 (15 Höfe)[18]
- 1875: 81 (34 Gebäude)[16]
- 1900: 71 (15 Wohngebäude)[19]
- 1937: 75[20]
- 1950: 94 (15 Wohngebäude)[21]
- 1961: 67 (15 Wohngebäude)[22]
- 1970: 59[21]
- 2016: 69
- 2020: 77[23]

## Katholische Ortskapelle Hl. Familie
1829 von dem Meckenhauser Maurermeister Alois Nißlbeck errichtet, steht in ihr ein frühbarocker viersäuliger Altar (um 1700) mit klassizistischen Ergänzungen und einem Altarblatt, das die Heilige Familie zeigt. In miniaturhaften Gemälden im Stile des Rokoko sind der hl. Karl Borromäus und der hl. Johannes von Damaskus dargestellt.

## Baudenkmäler
Außer der Ortskapelle gelten als Baudenkmäler Türstock und Tür von Hagenbuch Nr. 1 und das ehemalige Wohnstallhaus Hagenbuch Nr. 6.

## Vereine
- Freiwillige Feuerwehr Hagenbuch